# Georg Albert Öhl
Georg Albert Öhl, auch Oehl (* 9. Februar 1793 in Bruchsal; † 21. September 1853 in Karlsruhe) war ein badischer Verwaltungsbeamter.

## Leben
Öhl studierte ab 1811 Rechtswissenschaften an der Universität Heidelberg und wurde dort 1811 Mitglied des Corps Suevia Heidelberg. Er trat 1814 als Rechtspraktikant in den badischen Verwaltungsdienst ein und wurde 1819 Oberamtsassessor in seiner Heimatstadt Bruchsal, von wo er 1821 nach Bretten versetzt wurde. 1826 wurde er zum Amtmann in Oberkirch ernannt und 1834 als Amtsvorstand zum Bezirksamt Gernsbach versetzt, wo er 1838 zum Oberamtmann befördert wurde.